# فرش ترنج‌دار عصر صفویه

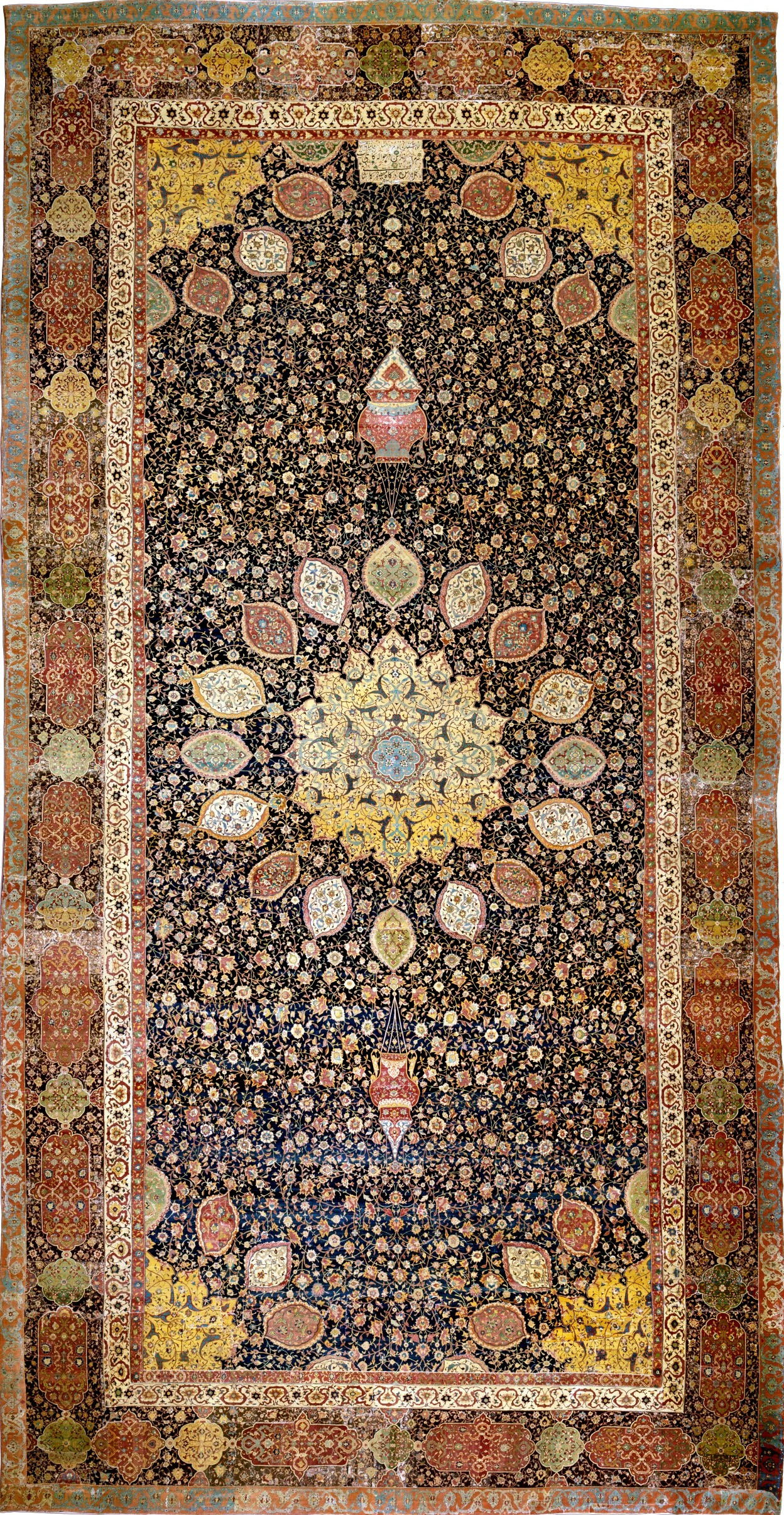
قالی اردبیل

طرح ترنج دار از اولین طرح‌هایی است که بر روی فرش‌های دورهٔ صفویه منعکس گردیده است. تخته فرش‌هایی که در این دوران وجود دارد شامل موارد زیر است:
- قالی اردبیل (قالی شیخ صفی)
- قالی موج دریا
- فرش چلسی

## قالی اردبیل (قالی شیخ صفی)
قالی اردبیل یکی از زیباترین فرش‌هایی است که تقریباً در ۲۰ سال اول دورهٔ صفویه بافته شده است. تار و پود این فرش از ابریشم و پرز آن از پشم بوده و کار بافت آن در سال ۹۲۶ هجری قمری پایان یافته است. نام بافنده آن مقصود کاشانی همراه با مطلع یکی از اشعار حافظ:
| جزآستان توأم درجهان پناهی نیست |  | سرمرابه جزاین درحواله گاهی نیست |

در قسمت بالای فرش دیده می‌شود. این قالی نفیس را شرکت زیگلر که از سال ۱۸۸۳ میلادی (۱۲۶۲ خورشیدی) در ایران در زمینهٔ تولید و تجارت فرش فعالیت می‌نمود از ایران خارج کرده و به مبلغ ۲۰۰ لیر، استرلینگ به موزهٔ ویکتوریا و آلبرت لندن فروخته است. این فرش که مدت سه سال و نیم کار بافت آن طول کشیده است در هر مترمربع آن ۵۱۷٬۰۰۰ گره از نوع سنه بکار رفته است. طرح این قالی در وسط آن ترنج طلایی رنگی با ۱۶ کلاله جانبی در متن سرمه ای فرش پر از گل‌های شاه عباسی و شاخه‌های اسلیمی قرارگرفته و نمای جالبی به این فرش معروف و تاریخی داده است. نقش یک چهارم ترنج با کلاله‌های مربوطه در چهارگوشهٔ زمینهٔ فرش تکرار شده و لچک‌های چهارگانه قالی را به وجود آورده است. در داخل حاشیهٔ بزرگ که با سه نوار حاشیه ای باریک محصور شده نقش کتیبه‌ها و گلوله‌هایی به صورت یک در میان دیده می‌شود.
در روایات چنین است که این قالی برای آرامگاه شیخ صفی الدین اردبیلی، جد خاندان صفویه بافته شده است.
عده‌ای بافت آن را در تبریز می‌دانند، برخی در قزوین و سرانجام عدهٔ بیشتری آن را کار بافندگان کاشان که در کار بافت فرش‌های ابریشمی هستند، می‌دانند. نوع گره‌های این فرش را هم گرهٔ فارسی می‌دانند.
نمونه مشابه دیگرااین قالی که بافت ظریفتری داشته و فقط شامل قسمت بزرگی از زمینهٔ فرش است نیز در موزه لس آنجلس در کالیفرنیا نگهداری می‌شود.

## قالی موج دریا
قالی معروف به موج دریا که در موزهٔ وین نگهداری می‌شوداز نظر طرح و نقش به کلی متمایز از سایر قالی‌های ایرانی است به گونه‌ای که در قسمت‌های بالا و پایین ترنچ بسیار بزرگ آن تصاویر کشتی و دریانوردی بافته شده است. این فرش و سایر فرش‌های آن که تاکنون ۸ تخته از آن‌ها شناخته شده است بنابر سفارش بازگانان پرتغالی که در این دوره در بندرهای جنوب ایران به خصوص در بندرعباس دررفت و آمد بوده‌اند بافته شده و شاید به همین دلیل است که پاره‌ای محقیقین فرش آن‌ها را در گروه فرش‌های پرتغالی طبقه‌بندی کرده‌اند. تاریخ بافت این فرش در سال ۱۰۷۹ خورشیدی بوده است.

## فرش چلسی
فرش چلسی از یکی از تجار خیابان کینگز در چلسی واقع در لندن خریداری شده و به این جهت به این نام معروف شده است. این فرش هم‌اکنون در مجموعه فرش‌های موزهٔ ویکتوریا و آلبرت لندن نگهداری می‌شود. تار و پود آن از ابریشم و پرز آن از پشم و به اندازه‌های ۳۱۶*۵۴۰ سانتی‌متر و گره‌های از نوع فارسی و تعداد آن ۸۳۸۷ گره در ۳۰ مترمربع است. این فرش دارای ۲ ترنج کامل با کلاله‌های جانبی و نیم ترنج متصل به حاشیه و لچک‌هایی به نقش یک چهارم ترنج است و در زمینهٔ لاکی رنگ آن حیوانات شکار مانند: آهو و گوزن و وحوشی مانند شیر و پلنگ و همچنین جانوران افسانه‌ای مانند اژدها در میان درختان و شاخسارهای گلدار دیده می‌شوند.
در حاشیهٔ بزرگ فرش دو سری ختایی به هم پیوسته ویک شکل و معکوس با یکدیگر در ۲ رنگ قرمز لاکی و سرمه‌ای بافته شده اندکه در مجموع نقش دلپذیری را به فرش می‌دهند.

## فرش ترنج دارمنظرهٔ حیوانات
مشخصات فرش منظرهٔ حیوانات موزهٔ پولدی پیتزولی شهر میلان (ایتالیا) چنین است. فرشی است در زمینه قرمزرنگ بدون لچک فقط ترنج میانی دارد. تار و پود این فرش از ابریشم و پرز آن از پشم است. اندازه‌های آن ۳۶۰*۶۹۲ سانتی‌متر و گره‌های آن از نوع سنه و تعداد آن ۵۶۸۸۰۰ گره در مترمربع شمارش شده است. بر روی حاشیهٔ آبی رنگ که زمینهٔ فرش را مانند قابی احاطه کرده است اشعار زیر به چشم می‌خورد:
| ای خوش آن فرش که دربزم مراد |  | سایه وش در قدم شاه افتاد |
| روی ننهادبه ره چون خورشید   |  | کردفرش قدمش مو ی سفید    |
| این نه فرش است گل نسرین است |  | پرده ی دیدهٔ حورالعین است |
| بوستانیست پراز لاله و گل    |  | زان سبب کرده دراوجا بلبل |
| نقش زنجیره ی اوکرده عیان    |  | جدول آب به هرگوشه روان   |